# Bois mussard
Taxons concernés
- Pyrostria commersonii
- Pyrostria orbicularismodifier

Bois mussard est le nom donné, sur l'île de La Réunion, département d'outre-mer français dans le sud-ouest de l'océan Indien, à au moins deux espèces du genre Pyrostria, le pyrostre de Commerson (Pyrostria commersonii) et le pyrostre orbiculaire (Pyrostria orbicularis). Toutes deux sont endémiques de l'île.